# Glyphomerus parvulus
Glyphomerus parvulus is een vliesvleugelig insect uit de familie Torymidae. De wetenschappelijke naam is voor het eerst geldig gepubliceerd in 2000 door Zerova & Seryogina.